# تفسیر مواهب الرحمن
تفسیر مواهب الرحمن
با نام اصلی مواهب الرحمن فی تفسیر القرآن از جمله تفاسیر شیعی به زبان عربی است که سید عبدالاعلی افقهی سبزواری (۱۲۸۹–۱۳۷۲) آن را تألیف کرده‌است. مفسر طرح این تفسیر را در ۳۰ جلد پی ریزی می‌کند اما تاکنون تنها ۱۲ جلد از آن موجود است.

## سبک تفسیری
سید عبدالاعلی سبزواری سبک تفسیری خود را از استاد خویش محمدجواد بلاغی صاحب تفسیر آلاء الرحمن گرفته‌است. وی در از زوایای علمی به ابعاد مختلف ادبی، لغوی، بلاغی، فقهی، کلامی، اجتماعی، فلسفی و عرفانی می‌پردازد. وی با نثری روان و بدور از پیچیدگی، تفنن و تکلف به ارائه مطالب می‌پردازد.
ابتدای هر سوره، مکی یا مدنی بودن، تعداد و وجه تسمیه آیات می‌پردازد. سپس وارد بحث آیات شده، ابتدا اشاره‌ای به مضمون کلی آیات نموده، سپس به تفسیر فقره به فقره آن می‌پردازد. بعد از آن به مفردات پرداخته، معانی لغوی، مفاهیم و تفسیر آن‌ها را بیان می‌کند.
به‌طور کلی می‌توان ویژگی‌های زیر را برای تفسیر مواهب الرحمن در نظر داشت:

1. جامعیت در مباحث عقلی و نقلی و استشهاد به اقوال علما و بیان نظرات خود.
2. شرح و تفسیر دقیق آیات به روش قرآن به قرآن.
3. بهره‌گیری از روایات صحیحهِ اهلبیت (ع).
4. توجّه به روایات اهل سنّت و اقوال صحابه و تابعین همراه با نقد و بررسی.
5. پرهیز از ورود به روایات جعلی و اسرائیلیات و غلویّات و روایاتی که دارای ضعف سند هستند.
6. پرهیز از علم زدگی و خودباختگی در برابر علوم جدید و اینکه هر چیزی از زاویهِ تجربه و علم بررسی و ثابت شود.
7. عقلی و اجتهادی بودن و پرهیز از تفسیر به رای.
8. شرح واژه‌ها و مفردات قرآنی.
9. پاسخگویی به شبهاتی پیرامون اسلام، همچون قصاص و ابطال شبههِ معترضین.
10. سادگی و روانی در بیان مطالب و پرهیز از اطاله کلام.

## مهجوریت
این تفسیر از جمله تفاسیر متقن و اصیل شیعی محسوب می‌شود اما دلایل زیر را می‌توان دلیل مهجوریت آن در ایران دانست:

1. همجواری و هم دوره بودن با شخصیت آیت الله خویی در نجف سبب شد تا شخصیت وی تحت شعاع ایشان قرار بگیرد و کمتر در ایران شناخته شوند.
2. نقص تفسیر از لحاظ چاپ و مجلّدات و تیراژ بسیار کم آن در ایران.
3. وجود تفاسیر دوره‌ای کامل با تیراژ بالا، به ویژه تفسیر المیزان
4. عدم فعالیّت دفتر این مرجع تقلید پس از رحلت و اطلاع‌رسانی ضعیف متولیان آثار آن.
5. عدم ترجمه آن به زبان فارسی.

و…

## تاریخچه چاپ و تعداد مجلدات
مفسر طرح این تفسیر را در ۳۰ می‌ریزد. اما تاکنون تنها ۱۲ جلد از آن به چاپ رسیده‌است و مشخص نیست که مفسر آیا توانسته‌است تفسیر را تمام کند.
- این تفسیر نخستین‌بار تا جلد چهارم در «مطبعه‌الاداب» نجف به سال ۱۴۰۴ هجری قمری به چاپ رسید.
- در سال ۱۴۰۹ هجری قمری «مؤسسه اهل‌البیت بیروت» آن را تجدید چاپ کرد.
- چاپ دیگر آن در همان سال در «مطبعه‌الدیوان» بغداد صورت پذیرفت.
- چاپ بهتر آن همراه با حروف‌چینی و تحقیق جدید، با اشراف فرزند مفسر، در سال ۱۴۱۴ هجری قمری انجام گرفت که با درگذشت وی در همان جلد اول متوقف می‌شود.
- بعد با همکاری «مؤسسه‌المنار» حدود ۱۲ جلد از آن به چاپ می‌رسید.

و هم‌اکنون مشخص نیست که آیا مجلدات دیگری از این تفسیر موجود است یا خیر.